# 宁镇丘陵

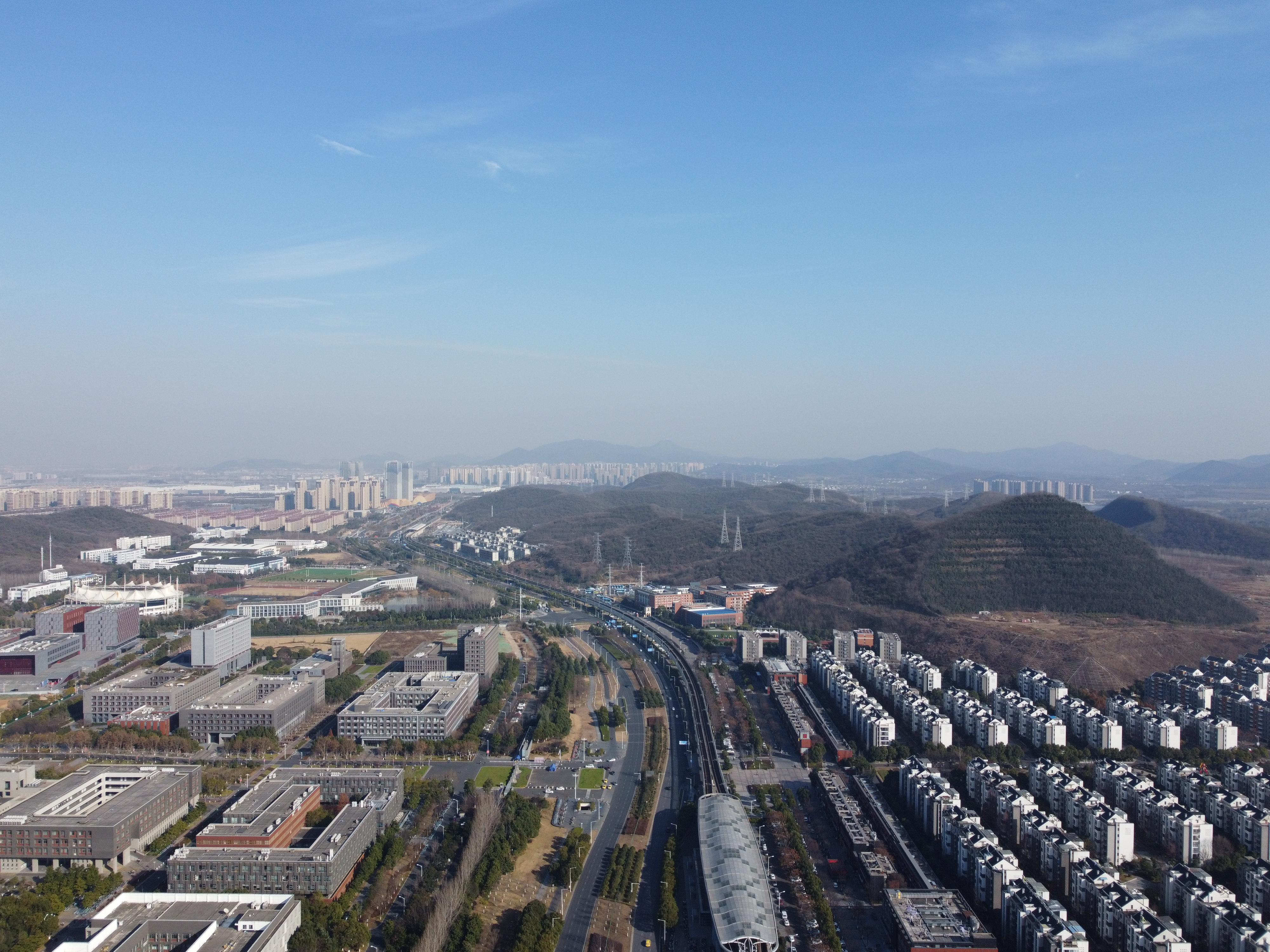
仙林大道南大仙林校区地铁站附近

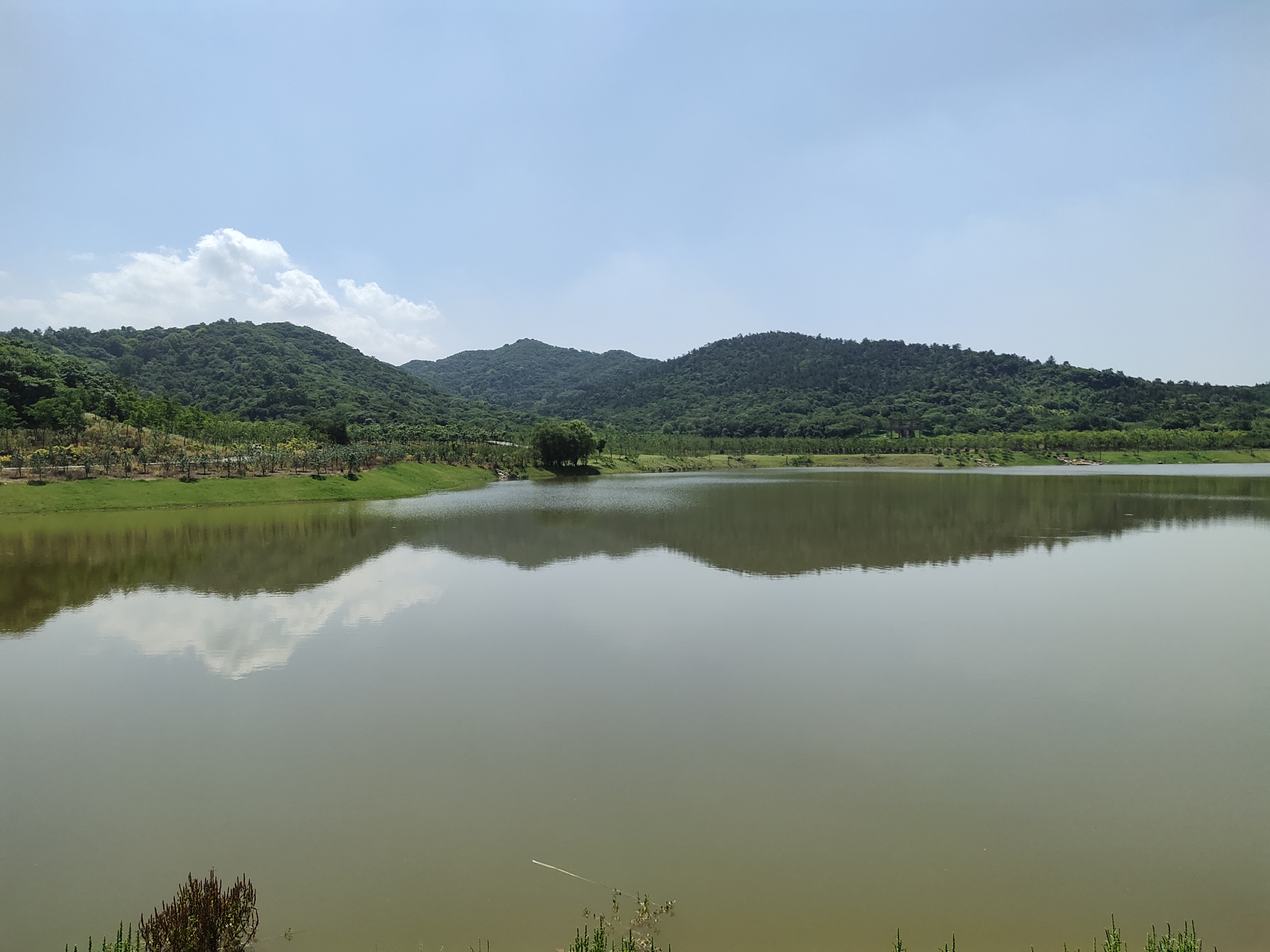
栖霞区西岗桦墅周冲水库

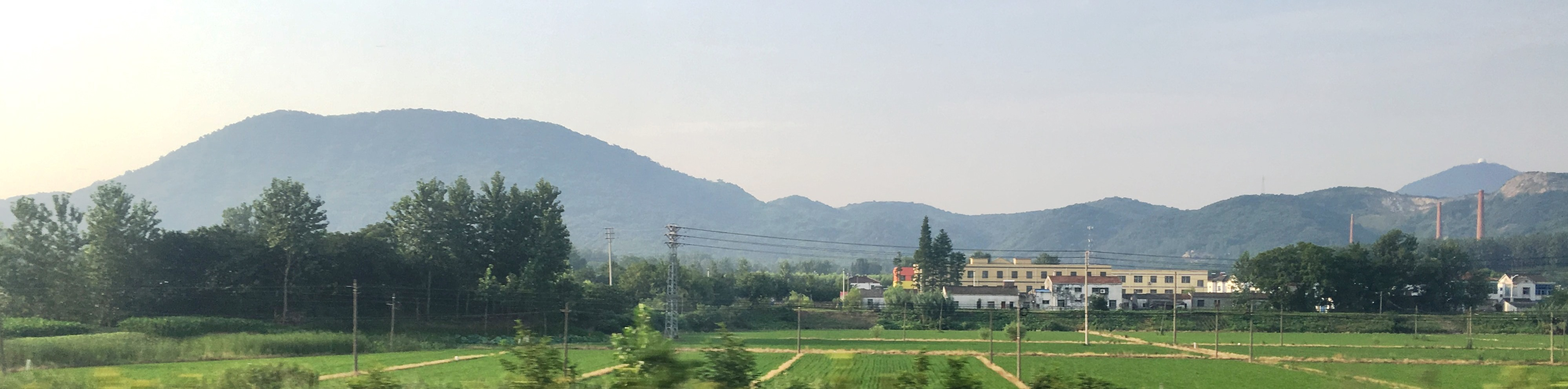
句容境内的山

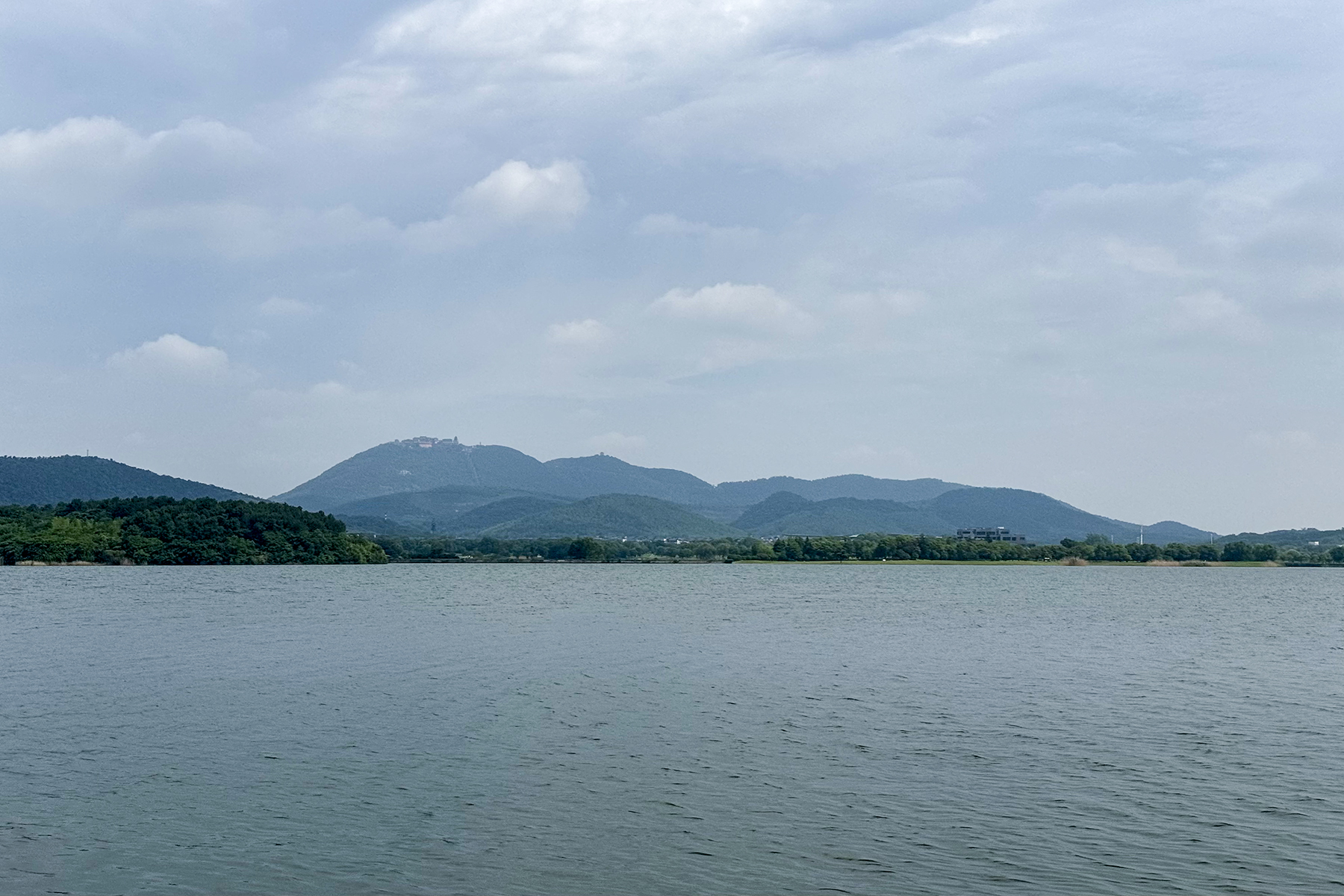
茅山

宁镇丘陵，为中国江苏省西南部主要地形区，东起镇江市茅山，西至南京市，为江南丘陵的主要组成部分之一。宁镇丘陵海拔多在200米-400米之间，主峰钟山北高峰，海拔448米。

## 著名山峰和支脉
- 紫金山（钟山）
- 汤山
- 栖霞山
- 青龙山
- 茅山
- 燕子矶
- 幕府山
- 牛首山
- 九华山
- 五台山
- 鼓楼岗